# Hermann Strauß-Olsen
Hermann Strauß-Olsen (eigentlich Hermann Ferdinand Julius Carl Strauss, Pseudonyme Hans Hermann, Hans von Werder und Ole Olsen; * 18. Februar 1880 in Schwerin; † 29. Dezember 1914) war ein deutscher Kaufmann und Schriftsteller.
Strauß-Olsen war Sohn eines Brauereibesitzers und soll einem humanistischen Bildungsgang nachgegangen sein, um danach als Redakteur zu wirken. Ab 1905 war er mit Elsa Hedler verheiratet. Er lebte in Halberstadt.

## Werke
- Träume und Schäume (Gedichte, 1904)
- Das Forum (Essays, 1905)
- Menschenrechte (Schauspiel, 1908)
- Der Freimütige (Essays, 1909)
- Weitläufige Verwandte (Gedichte, 1910)